# Systémové inženýrství
Systémové inženýrství (anglicky Systems engineering) je mezioborový přístup ke strukturovanému vývojovému procesu. Zaměřuje se na definici potřeb zákazníka a požadované funkcionality již v prvotním stádiu vývoje, dokumentací požadavků, syntézou návrhu a validací se zohledněním vstupů jako: náklady a časový plán, trénink a potřeby know-how podpory, testování, možnosti výroby, atd.

## Definice systému
Systém v pojetí systémového inženýrství je definován jako soubor různých elementů, které společně produkují výsledky nedosažitelné elementy samotnými. Tyto elementy mohou být například lidé, hardware, software, nástroje, zařízení, nařízení a normy, dokumentace a jiné. Tyto elementy, pokud pracují společně, produkují výsledky na systémové úrovni jako kvalita, vlastnosti, charakteristiky, funkce, chování, výkonnost,...Přidaná hodnota vytvářena systémem spočívá hlavně ve vybudovaných vztazích jednotlivých elementů.

## SIMILAR proces

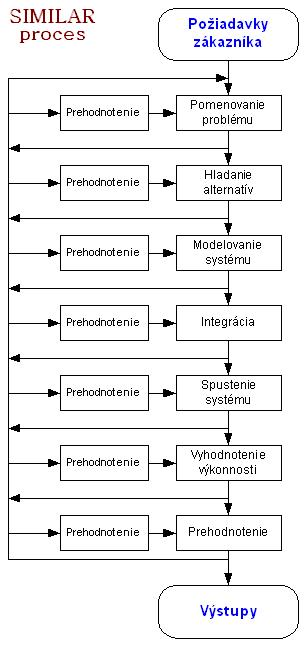
Vztahy mezi jednotlivými úkoly v procesu SIMILAR.

SIMILAR je zkratka pro základní model přístupu k procesu identifikace a definice systému.
Zkratka pochází z anglických názvů typických úloh v tomto procesu:
- State the problem - pojmenování problému,
- Investigate alternatives - hledání alternativ,
- Model the system - modelování systému,
- Integra - integrace,
- Launch the system - spuštění systému,
- Assess performance - vyhodnocení výkonnosti,
- Re-evaluate - přehodnocení.

### Pojmenování problému
Nalezení vhodné definice problému začíná typicky strukturovaným přístupem, kde se nejprve identifikují elementy nebo funkce na nejvyšší úrovni abstrakce. Hledá se odpověď na otázku CO musí systém dělat a ne JAK by to měl dělat. Definice systému by se měla vyjadřovat v pojmech popisujících funkčnost a chování. Na konečnou formu definice budou mít vliv faktory jako požadavky koncového uživatele, údržby, dodavatelů, majitelů, relevantní právní a technické normy, výrobní možnosti atd.

### Hledání alternativ
Na základě definovaného problému se typicky odvodí několik základních návrhů řešení. Tyto návrhy se liší v různém plnění požadavků na cenu, náročnost realizace, údržby atd. Je třeba vyhodnotit rizika toho kterého modelu a zvolit jeden ze systémových návrhů.

### Modelování systému
Po zvolení jednoho hrubého návrhu nastává krok modelování systému. Modelování se provádí podle potřeb a možností pomocí blokových diagramů, stavových strojů, rovnic a podobně. Je třeba mít na paměti, že jelikož se pohybujeme v oblasti systémového inženýrství, součástí modelu systému je nejen produkt samotný, ale i procesy, které k jeho návrhu a výrobě vedou. Proto i tyto musí být v modelu zohledněny a je třeba definovat rozhraní a interakci produktu a procesů.

### Integrace
Systém, obchodní vztahy a lidé musí být spolu integrováni pomocí vzájemných interakcí. To znamená že během integrace je třeba pokusit skloubit všechny systémové faktory dohromady tak, aby definovaným způsobem spolupracovaly. Předpokladem jsou definovány rozhraní a komunikační kanály mezi subsystémy - jednotlivými elementy, tvořícími systém. Dobře navržený subsystém posílá hotový produkt na zpracování dalšímu subsystému. Výsledek integrace by měl být systém, který je funkční vzhledem k prvotní požadavky a v ideálním případě s optimálními procesy.

### Spuštění systému
Start procesů a produkování výsledků. Zde se sleduje skutečný běh systému v reálných podmínkách. Pokud jde o ekonomický model, může se sledovat jak se ujímá v mezinárodních podmínkách. Zde probíhá validace a verifikace systému.

### Vyhodnocení výkonnosti
U běžícího systému se měří parametry výkonnosti, kvality potřebné pro další optimalizaci systému. Parametry v ekonomickém systému mohou být cena komunikace, logistiky, spokojenost pracovníků a jejich výkonnost, konkurenceschopnost atd. Při výrobním systému můžeme sledovat parametry jako počet reklamací, počet výrobků neodpovídajících nadefinované kvalitě a požadavkům, cena výroby a administrace atd. Při vývojovém procesu jsou důležité parametry například počet chyb softwaru při vývojářských testech, procento splněných požadavků, procento nerealizovatelných požadavků, objevených během vývoje, množství přidaných požadavků, které vznikly dodatečně, jako vývojový tým hlouběji chápal problém a podobně.

### Přehodnocení
Tato fáze je důležitým krokem s vylepšování systému. Zde se vyhodnotí naměřené hodnoty parametrů běžícího systému a použijí se jako jeden ze vstupů pro vývoj nové generace.